# Municipio de Henden
El municipio de Henden (en inglés: Henden Township) es un municipio ubicado en el condado de Miner en el estado estadounidense de Dakota del Sur. En el año 2010 tenía una población de 111 habitantes y una densidad poblacional de 1,19 personas por km².

## Geografía
El municipio de Henden se encuentra ubicado en las coordenadas 44°3′58″N 97°25′49″O / 44.06611, -97.43028. Según la Oficina del Censo de los Estados Unidos, el municipio tiene una superficie total de 93.14 km², de la cual 93,14 km² corresponden a tierra firme y (0 %) 0 km² es agua.

## Demografía
Según el censo de 2010, había 111 personas residiendo en el municipio de Henden. La densidad de población era de 1,19 hab./km². De los 111 habitantes, el municipio de Henden estaba compuesto por el 100 % blancos. Del total de la población el 0 % eran hispanos o latinos de cualquier raza.